# پیغمبر دزدان
شیخ محمدحسن زیدآبادی (یا در برخی منابع شیخ محمدحسن سیرجانی کرمانی) متخلص به قارانی و مشهور به نبی السارقین یا پیغمبر دزدان (۱۲۳۰ تا ۱۳۱۰ هجری قمری در زیدآباد)؛ شاعر، نویسنده، طنزپرداز و روحانی ایرانی و از معاریف عصر قاجار بود که در اصلاح و بهبود مسائل زمان خویش تاثیرگزار بود. برخی نیز وی را در سلک اهل دل می‌دانند. او با نامه‌های مطایبه‌آمیز و سرشار از اشعار لطیف و در عین حال گزنده، خطاب به حکام و افراد مهم و مؤثر دوران خود، آنان را به عدالت و دادگری و دوری از بیداد و ستم فرا می‌خواند.
مقصود و غرض وی از انتخاب لقب نبی السارقین یا پیغمبر دزدان برای خویش و استفادهٔ همیشگی از این لقب در اشعار و نوشته‌های خود، آن بود که با بیان شوخ طبعانهٔ خویش، در ظاهر دزدان بیابانی و سر گردنه و راهزنان صحراگرد و کوه نشین، و در باطن و لفّافه، تمامی دزدان و غارتگران اموال عمومی و از جمله به خصوص حکّام و زمامداران ستمگر را، به کردار زشت و جهنمی شان متنبه ساخته و با گفتار و لحن دلپسند آن زمان، آن‌ها را از روش بدشان بازدارد.
مجموعهٔ آثار و نامه‌های او به همراه مختصری از شرح حالش، نخستین بار در سال ۱۳۲۴ خورشیدی، در کتابی موسوم به پیغمبر دزدان، توسط محمدابراهیم باستانی پاریزی در کرمان به چاپ رسیده است. این کتاب، تاکنون هجده بار تجدیدچاپ گردیده، که در نوع خود و در میان کتاب‌های تاریخی مربوط به عصر قاجار، یک رکورد محسوب می‌شود.

## زندگی‌نامه
محمدحسن زیدآبادی در زیدآباد، شهری از توابع سیرجان در استان کرمان در خانواده ای از طایفه بنی اسد به دنیا آمد. باستانی پاریزی، زمان تولد پیغمبر دزدان را با حدس قریب به یقین در فاصله سال‌های ۱۲۲۸ تا ۱۲۳۴ هجری قمری تعیین کرده است. شیخ محمدحسن یا همان پیغمبر دزدان، بیشتر ایام زندگی خویش را در کرمان طی نمود و به قول باستانی پاریزی (در یک مصاحبه)، در فاصله سال‌های ۱۲۴۰ تا ۱۳۰۰ هجری قمری، در کرمان سکونت داشت. با این وجود، وی از سیر آفاق هم غافل نبود و آنطور که سدیدالسلطنه کبابی در مورد او نوشته، بیشتر ممالک ایران را نیز سیاحت نمود و از جمله به‌خصوص بارها به شیراز و شهرهای مختلف استان فارس سفر کرد و گاهی برای ماه‌های متمادی در این شهرها سکونت داشت.
وی که در زادگاهش زیدآباد سیرجان تحصیل کرده بود، در نوشتن نظم و نثر و سرودن غزلیات ید طولائی داشت و از این توانایی خویش، در مکاتبه و نامه‌نگاری خطاب به بزرگان، بهره می‌برد.
شیخ محمدحسن زیدآبادی، خود را نبی السارقین یا پیغمبر دزدان نامیده بود و از انتخاب این لقب مقصودی خاص داشت. نایب الصدر شیرازی که شرح حالی که از شیخ محمدحسن سیرجانی در کتاب طرائق الحقائق نوشته است، به جنبه‌ای از این مقصود اشاره:
هر وقت حکام می‌خواستند کسی را که نسبت دزدی به او داده بودند، نسق یا یسق کنند (به مجازات برسانند)، ناله و فریاد او بلند می‌شد و می‌گفت: «تا محقق نشود، نمی‌گذارم به امت من صدمه و آزار وارد آید!»؛ و گاه بود که [به کسی] تهمت [دزدی] زده بودند. غرض، به این وضع‌ها و خوش طبعی‌ها، برای راحت بیچارگان، سببی و فرجی می‌شد.
پیغمبر دزدان، مسلک درویشی داشته و از جانب رحمتعلی شاه به لقب صفاعلی مفتخر شده بود. وی در همین ارتباط در یکی از مشهورترین اشعارش می‌گوید:
علم و حلم و ورع و زاهدی و تقوی را
آنچه جز مِهرِ علی بود، به دزدان دادم
دربارهٔ سال مرگ او، تا حدودی اختلاف نظر وجود دارد. نایب الصدر شیرازی در طرائق الحقایق، تاریخ مرگ او را در حدود سال ۱۲۹۰ هجری قمری نوشته است و علاوه بر این، شیخ یحیی احمدی کرمانی نیز در یکی از آثار خود، وفات وی را در سال ۱۳۰۱ هجری قمری ثبت کرده است که البته با توجه به نامه‌ها و آثاری از پیغمبر دزدان که در آن‌ها به وقایع و سوانح و همین‌طور تاریخ‌های بعد از سال ۱۲۹۰، و بعد از سال ۱۳۰۱ اشاره شده است، هیچ‌یک از این تاریخ‌ها برای مرگ او نمی‌توانند صحیح باشند. امّا سدیدالسلطنه کبابی، زمان مرگ وی را تقریباً در سال ۱۳۱۰ هجری قمری دانسته که احتمالاً از سایر تاریخ‌ها صحیح‌تر است.

## ماجرای نامه به ظل‌السلطان
گرچه هریک از مجموعه مکتوبات و نامه‌های پیغمبر دزدان، خطاب به اشخاص مختلف و از جمله خطاب به زمامداران و حاکمان، برای خود داستانی دارند و از برخی روحیّات آزادمردانهٔ وی حکایت می‌کنند، و گرچه اهمیت هیچ‌یک از این نامه‌ها نسبت به سایرین چندان بیشتر یا کمتر نیست، امّا بدون شک می‌توان به یکی از نامه‌ها و اشعار شجاعانهٔ او، خطاب به یکی از مخوف‌ترین و پرمهابت‌ترین چهره‌های عصر قاجار، یعنی ظل السلطان، و اشارهٔ تلویحی طنزآمیز او به دزدی و غارتگری این زمامدار قاجاری و اطرافیان او در این نامه، به عنوان نمونه‌ای شاخص در شناخت شیخ محمدحسن زیدآبادی و شجاعت و تهوّر او در برابر حکّام جور، اشاره نمود.
ماجرای این نامه و شعر مندرج در آن از این قرار بوده که ظاهراً وی ابتدا، در دوران حکومت سوم ظل السلطان در فارس، یعنی در حدود سال ۱۲۸۹ هجری قمری، نامه‌ای به ظل السلطان می‌نویسد، امّا ظل السلطان، آنطور که روش معمول زمامداران جور و استبداد است، اعتنائی به این نامه نمی‌کند و با این تصور که پیغمبر، قصد دریافت پول و تکدّی دارد، بدان بی‌توجهی می‌نماید.
این موضوع، به پیغمبر سخت گران می‌آید و نامه‌ای منظوم به مطلع:
«منوچهر چهرا!، جهانت به کام....»، خطاب به ظل السلطان می‌نویسد و ضمن آن، بسیار استادانه تأکید می‌کند که نه تنها قصد وی از نامه قبلیش، تکدّی نبوده، بلکه بسیار مستغنی و بی‌نیاز است و کوچک‌ترین نیازی به پول و ثروت ظل السلطان که معلوم نیست از چه راهی و با دزدی و غارتگری از چه منبعی به‌دست آمده است، ندارد. وی سپس در ادامهٔ این نامهٔ منظوم، شجاعانه تأکید می‌کند که همهٔ دور و بری‌ها و اطرافیان ظل السلطان را، از نمونهٔ مریدان خود و جزو دزدان و غارتگران عالم می‌داند و در این بین به خود ظل السلطان نیز، به عنوان یکی از شاخصترین افراد امّت خود (یعنی به عنوان یک شاهدزد!)، اشاره و کنایه دارد.
گرچه این نامهٔ منظوم طولانی است و در تک تک ابیات آن نکات بسیار نهفته است، امّا توجه به برخی ابیات آن جالب توجه است. از جمله ابیاتی از این منظومه که در آنها، وی دزدی و غارتگری را، بسیار فراتر از دزدی‌های معمول در شهرها و روستاها یا حتی غارتگری‌های سر گردنه دانسته و دزدهای اصلی را، گذشته از زمامداران و حاکمان، مردم فریبی معرفی کرده است که در پوشش دین و مذهب، به سرکیسه کردن آحاد مردم و غارت اموال عمومی می‌پردازند. به عنوان نمونه در فرازی از اشعار این نامه خطاب به ظل السلطان می‌خوانیم:
| تو ظلّ شهی، شاهِ ظلِّ اله          |  | دگر ظلّ‌ها را تو ظلّ و پناه   |
| بزرگ ار کسی را به اکرام خواست  |  | رهِ جود بستن بر او، نارواست |
| بلی هرکسی را به غارتگری        |  | ز راهی است بر مالِ مردم سری |
| نه تنهاست دزد آن که در مُلک شاه |  | بَرَد کفش از پا و از سر کلاه |
| نه تنهاست دزد آن که در رهگذار  |  | ببندد رهِ کاروان در گُدار    |

پیغمبر دزدان، بعد از اشاره به این نکته که دزد تنها آن کسی که کفش و کلاه افراد را می‌دزدد، یا آن کسی که در گدار [=سر گردنه] راه را بر رهگذران می‌بندد، نیست، به معرفی دزدهای واقعی از نگاه خود می‌پردازد و در این زمینه به ویژه بر آخوندها و روحانیون انگشت می‌گذارد. موضوعی که با توجه به جایگاه روحانی و آخوند بودن خود او، بسیار مهم و جالب توجه است:
| به دزدی بود هرکسی را فنی    |  | کزان فن چو شیطان کند رهزنی     |
| یکی ره زند در صف اولین      |  | ز مخرج به مدِّ وَالَضّآلّین          |
| یکی آن چنان برنویسد سِجِل     |  | که صد دزد ماند ز حُکمش به گِل    |
| یکی راست دزدی به وقت نماز   |  | ز تحت‌الحنک‌های پهن و دراز       |
| یکی دام او نان جو خوردن است |  | ولی مطلبش سیم و زر بردن است    |
| یکی دام دزدیش در منبر است   |  | که این گفتِ من، گفتِ پیغمبر است! |
| یکی دزدد از دل، حضورِ صلوة   |  | یکی خمس و آن دیگری از زکوة     |
| ولی با همه این صفت خوش دلند |  | که از امّتِ احمدِ مُرسل‌اند!        |
| بگردند و گویند هی دِه به دِه  |  | علی را زما شیعه‌ای نیست به؟!    |
| دوصد شکر کز دیگران ما به‌ایم |  | ز دزد امّتِ این پیمبر نه‌ایم…     |

چنان‌که واضح است پیغمبر دزدان در این ابیات، دزدهای اصلی را کسانی معرفی می‌کند که در صف اول نماز می‌ایستند و مدّ والضالین را از مخرج ادا می‌کنند و تحت‌الحنک‌ها (دنبالهٔ عمّامه‌ها) ی خویش را پهن و دراز می‌کنند و به خوردن نان جو، تظاهر می‌نمایند، امّا تمامی این قبیل اعمال آنها، پوششی برای دزدی‌ها و چپاول‌های بی رحمانه و بی شرمانهٔ آنهاست. آن‌ها که بر منبرها، گفتهٔ خویش را عین گفتهٔ پیغمبر معرفی می‌کنند و گرچه حتی از دزدی و غارت وجوه شرعی و خمس و زکات مردم إبایی ندارند، امّا با این وجود خود را از امّت محمد و از بهترین و خالصترین شیعیان علی معرفی می‌نمایند.

البته در اشعار نسبتاً طولانی این منظومه، از این قبیل اشعار فراوان است و نکتهٔ جالب توجه اینکه پیغمبر دزدان، در زمانی بیش از یک و نیم قرن قبل در این منظومه، به عمامه و تاج به عنوان شاخص‌ترین نمادهایی که دزدان اصلی بر سر دارند، اشاره کرده تا بدین وسیله به ظل السلطان (که خود از شاهزادگان قاجار بود و همواره جمعی آخوند و روحانی را هم برای کلاه شرعی گذاشتن بر غارت‌ها و جنایت‌هایش به همراه داشت)، طعنه‌ای گویا زده باشد:
| ... به دزدی اگر گشت کامل کسی |  | تواند بزرگی ببخشد بسی         |
| ولی دیده‌ای بایدت دُرشناس      |  | که دانی که دزد است در هر لباس |
| نشانش به عمامه و تاج نیست    |  | جز از حق به هیچ‌کس محتاج نیست  |
| کسی کو به سوی خدا یافت راه   |  | چه دستاربند و چه زرین کلاه    |
| همه سرّ دزدی نهفتیم ما        |  | هزاران یکی زان نگفتیم ما      |

## زندگی خصوصی
همسر شیخ محمدحسن نیز، به اقتضای لقب شوهرش، خود را اُمُّ السارقین می‌خوانده و بر اساس نوشتهٔ حاجی نایب‌الصدر در کتاب طرائق الحقائق، سجع مُهر او چنین بوده است:
| من از این روی اُمُّ السارقینم |  | که با پیغمبر دزدان قرینم |

پیغمبر دزدان در مسافرت‌هایی که به لار و بوانات و آباده و شیراز می‌کرده، اُمّ السارقین را نیز به همراه می‌برده است.
منزل پیغمبر، تابستان‌ها در کوهستان پاریز و در دهی به نام «تیتو» بوده است و زمستان را به زیدآباد و بیشتر اوقات به فارس سفر می‌کرده است. اما با این وجود، مسکن و مأوای اصلی او در زادگاهش، یعنی روستای زیدآباد بوده که وی آن را به طنز، مدینهٔ دزدان می‌خوانده و سرانجام در همین محل هم فوت می‌کند و به خاک سپرده می‌شود. قبر او، در حسینیه زیدآباد سیرجان، هم‌اکنون ترمیم و بازسازی شده و مورد توجه اهالی است.
از پیغمبر دزدان چهار پسر باقی ماند که سه تن معروفتر آنها، شیخ حسینعلی و شیخ ولی‌الله و شیخ ابوالقاسم بودند. شیخ حسینعلی بعد از پدر، خود را پیغمبر ثانی نامید و سعی نمود او هم، همانند پدر نامه‌هایی به همان سبک بنویسد که برخی از این نامه‌ها باقی مانده است. هرچند که این نامه‌ها هرگز به پایه لطف و شیوایی مکتوبات پدر نمی‌رسد و به علاوه وی ظاهراً از جهت اخلاقی و روحی و خصوصاً از نظر رفتار با مردم، با پدر خویش تفاوت‌هایی داشته است.

## دربارهٔ او
شیخ محمدحسن مردی عارف و وارسته و درویش و بی‌نیاز بود، زندگی خود را از روضه خوانی و موعظه می‌گذرانید و مجالست او با حکام، بیشتر از جهت احتیاج و تمایل روحی بوده که خود حکام نسبت به وی داشته‌اند. علاوه بر آن، داستان‌های بسیار هست که او، در این قبیل مجالس، همواره فریادرس دادخواهان و شفیع درماندگان بوده است. متأسفانه از مکتوبات پیغمبر دزدان، آنچه باقی مانده است زیاد نیست و همان هم که هست از دستبرد تغییر و تبدیل و کم و زیاد شدن محفوظ نمانده. با همهٔ اینها، آنچه هست، خود دلیلی بر قدرت قلم آن روحانی نامدار است.
امتیاز دیگری که این نوشته‌ها دارند آن است که در آن، مقدار زیادی اصطلاحات و ترکیبات خاص جنوب ایران؛ مخصوصاً آنچه مربوط به راهزنان و راهزنی است گنجانیده شده است.
پیغمبر، خط نستعلیق را بسیار زیبا می‌نوشت و نمونه‌هایی از خط او هنوز باقی است که برخی از این نمونه‌ها در کتاب پیغمبر دزدان، نوشته باستانی پاریزی گراور شده است.